# Cnattingius
Cnattingius är  en prästsläkt som härstammar från bonden Jon Jonsson i Hölja by, Västerlösa socken. Hans son Sveno Jonae (1555-1589) som var kyrkoherde i Skeppsås och Älvestad kallade sig Knating. Han blev i sin tur far till kyrkoherden i Västerlösa Nicolaus Svenonis (1588-1672) som antog namnet Knatingius. Dennes sonson kyrkoherden i Västra Ny socken Daniel Svenonis (1666-1733) skrev sig Cnattingius.
Med dennes sonsöner Daniel, Claes Magnus och Johan delade sig Cnattingiussläkten i Askeryds-, Ekebyborna- och Normlösagrenen av släkten.
Bland släktens medlemmar märks:
- Alfhild Cnattingius
- Anders Jacob Danielsson Cnattingius
- Anna Cnattingius
- Axel Cnattingius
- Bengt Cnattingius
- Hans Cnattingius
- Sven Cnattingius